# Ordning (grafteori)
Ordning avser inom grafteorin antalet noder (hörn) i en graf. En graf är av ordning n om mängden av noder, V, har n element: |V| = n. En graf av ordning noll, det vill säga utan noder, kallas nollgraf.